# Controversia de la biopsiquiatría
El debate sobre las implicaciones políticas en psiquiatría es discutido en Antipsiquiatría
La controversia en biopsiquiatría es una disputa sobre las bases científicas de la teoría y práctica en psiquiatría biológica. Específicamente es una crítica de las principales teorías psiquiátricas realizado por psiquiatras y científicos que a día de hoy son minoría. El movimiento de sobrevivientes de la psiquiatría (pacientes críticos con la psiquiatría) apoya también la crítica a la psiquiatría mayoritaria o académica. 
Los críticos con la psiquiatría biológica mantiene que se dan varios problemas y errores. Arguyen que la carencia de biomarcadores es un fallo en la evidencia de que el trastorno mental tenga una causa somática, o causa biológica. En lugar de ello señalan los modelos del trauma para los trastornos mentales en la literatura psiquiátrica, que ha sido marginada en tanto que la investigación se ha orientado al modelo biológico desde los años ochenta.

## Introducción
Después de un siglo de progreso médico, diversas especialidades en medicina han desarrollado prácticas terapéuticas que han hecho más tratables las enfermedades. La psiquiatría biológica intenta investigar determinados trastornos mentales ideando medidas somáticas como remedios. Aparentemente esta tarea está en consonancia con el espíritu de la ciencia; por ejemplo, en farmacología la biopsiquiatría se ha adherido a los estándares de prueba de los psicofármacos. 
Una organización crítica de la biopsiquiatría, el Centro Internacional para Investigar la Psiquiatría y la Psicología, señala que el dominante enfoque postula variables somáticas como factores causativos en los trastornos mentales. Consecuentemente, la investigación en biopsiquiatría está confinada al modelo de enfermedad médica. En las palabras del profesor clínico de psiquiatría, Alvin Pam, "Dada esta visión del mundo fija, unidimensional, y mecanicista, la investigación en psiquiatría se ha dirigido a descubrir qué aberrantes factores genéticos o neurofisiológicos están detrás y son causa de la desviación social". Según Pam el enfoque de "culpar al cuerpo", el cual generalmente suministra medicamentos para el estrés mental, sustituye la evaluación del comportamiento perturbado en la familia, a putativos  desequilibrios químicos.

## Historia
En Historia de la locura en la época clásica Michel Foucault mantiene que la profesión psiquiátrica se originó en el siglo XVII como un método de pasar por alto las restricciones legales de encarcelamiento de indigentes.  Los asilos estatales, con los que la profesión inició, eran básicamente cárceles para los pobres.  La profesión médica se apropió de las llamadas casas para pobres en el siglo XIX. 
Para los años 1930 las cárceles gigantescas de hospitales psiquiátricos se habían vuelto grandes e inmanejables.  Se desarrolló la lobotomía y varios  tratamientos de choque.  En los años 1950 nuevos psicofármacos se diseñaron en laboratorio para tranquilizar a los internos.
Según Elliot Valenstein, en la imaginación popular moldeada por los medios recientemente la biopsiquiatría se ha vuelto más científica; tiene muchos psicofármacos eficaces, ha demostrado el fundamento genético de la esquizofrenia y se mueve siempre avante hacia psicofarmacología más específica.  Sin embargo, en contraste con enfermedades cerebrales como los tumores, esclerosis múltiple, meningitis, epilepsia o  neurosífilis, después de más de un siglo los biopsiquiatras no han demostrado que los trastornos principales que diagnostican estén relacionados con lesiones cerebrales.  El manual popularmente conocido como la "Biblia" de la profesión psiquiátrica, el Manual diagnóstico y estadístico de los trastornos mentales o DSM por sus siglas en inglés, no asevera la existencia de biomarcadores para su lista de conductas.  En palabras del veterano psiquiatra crítico de su profesión, Thomas Szasz:
El propósito de mi argumento es que hombres como Kraepelin, Bleuler  y Freud no eran lo que pretendían o parecían ser —es decir, médicos o investigadores médicos—; eran, de hecho, líderes políticos, religiosos y conquistadores.  En vez de descubrir nuevas enfermedades, extendieron, a través de la psiquiatría, las imágenes, el vocabulario, la jurisdicción, y de ahí el territorio de la medicina, a lo que no eran, y no son, enfermedades en el sentido original y virchowiano de la palabra.
La psiquiatría es la única especialidad médica en que el tratamiento involuntario y aún la hospitalización involuntaria se usan frecuentemente.  La preocupación principal de Szasz es que una especialidad en que el criterio virchowiano, o de patología celular de enfermedad ha sido abandonado, puede conducir la sociedad a lo que llama medicina política o el Estado Terapéutico.

## Críticas generales
La moderna práctica biopsiquiátrica trata de crear y usar criterios explícitos de diagnóstico para los trastornos mentales, el DSM. A este método suele llamársele neo-kraepeliniano debido a Emil Kraepelin, un psiquiatra que a finales del siglo diecinueve promovió esa clasificación taxonómica de conductas humanas. 
Uno de los paradigmas del manual DSM, el concepto de esquizofrenia, ha sido puesto en tela de juicio desde varias perspectivas.  Shannon Sumrall y otros mantienen que, independientemente de la publicidad en los medios de comunicación, está por probarse que la esquizofrenia sea una condición biomédica. Más significativamente, la etiología traumatogénica de algunos tipos de esquizofrenia ha sido considerada por algunos como un enfoque revolucionario en el campo de salud mental.
La cuarta edición del DSM es una lista de 374 trastornos.  Sólo dos de ellos, el trastorno de estrés postraumático y el trastorno de identidad disociativo se cree que son psicogénicos o causados por circunstancias traumáticas.  Los biopsiquiatras mantienen que una gran cantidad de trastornos son entidades biomédicas de etiología  desconocida.  Por ejemplo, en una declaración de septiembre de 2003 la Asociación Psiquiátrica Americana, que representa a 36.000 médicos líderes en salud mental, concedió: "La ciencia del cerebro no ha avanzado al nivel en que los científicos o clínicos puedan señalar ya las lesiones patológicas o las anormalidades genéticas que en sí mismas sirvan como biomarcadores confiables de una enfermedad mental dada o un grupo de trastornos mentales [...].  Probablemente se demostrará que los trastornos mentales representan trastornos en la comunicación intracelular o un sistema de circuitos neuronales desorganizado" .
El psiquiatra Duncan B. Double se queja acerca de la postura futurista ("probablemente se demostrará... ") en este campo.  En la profesión psiquiátrica la gente diagnosticada con un trastorno del DSM usualmente es tratada con drogas psiquiátricas y ocasionalmente con electrochoque.  Por lo mismo la carencia de marcadores biológicos en la profesión ha sido un tema de preocupación para Robert Whitaker, autor de La locura en los Estados Unidos.
Asimismo, el hecho que millones de niños estén siendo tratados con metilfenidato (de nombre comercial Ritalín en Norteamérica y Rubifen en algunos países hispanos) u otros medicamentos psiquiátricos ha sido un tema de preocupación para el psiquiatra Peter Breggin, un crítico líder de la biopsiquiatría, y sus colegas del Centro Internacional para Investigar la Psiquiatría y la Psicología.
Por otro lado, muchas de las críticas a la psiquiatría provienen de grupos religiosos que ven en las modernas neurociencias que tienen como una de sus premisas que toda conducta humana procede de la función de nuestro cerebro (Eric Kandel), una amenaza a los dogmas religiosos. La explicación de la conducta humana, y por lo tanto la alteración de la misma, por métodos biológicos podría ser considerado una herejía, inadmisible para estos sectores.

## Enfoque en factores bioquímicos
La mayoría de los biopsiquiatras cree que, entre otros factores, el equilibrio de  neurotransmisores en el cerebro es un regulador biológico de la salud mental.  Según esta teoría, las emociones del espectro de lo "normal" reflejan el equilibrio adecuado de sustancias neuroquímicas, pero emociones anormales extremas, tales como la depresión clínica, reflejan un desequilibrio.  Los psiquiatras alegan que los medicamentos regulan los neurotransmisores y también alegan que ellos tratan las personalidades anormales eliminando el exceso de neuroquímicos o suministrando un déficit (aunque la eficacia de los antidepresivos y antipsicóticos no es incontestable). Por otra parte, Elliot Valenstein, un psicólogo y neurocientífico, afirma que el amplio espectro de suposiciones bioquímicas de la psiquiatría convencional no están confirmados por la evidencia.
Estas creencias surgieron de los grandes y persistentes esfuerzos de las ventas de las compañías farmacéuticas y las estrategias de los departamentos de mercado.  Las técnicas usadas pueden rastrearse a los métodos desarrollados por Edward Bernays, el primer practicante de relaciones públicas contratado para cambiar la opinión pública en cuestiones de medicina.
Richard Smith (antiguo editor de la British Medical Journal) escribió sobre cómo la industria farmacéutica puede sutilmente influir lo que los doctores creen que es científicamente válido. Smith ha dicho: "Debo confesar que me tomó casi un cuarto de siglo de editar el BMJ para despertar al hecho de lo que estaba pasando."
Desde entonces Smith ha estado poniendo en alerta al mundo médico sobre los peligros en el sistema actual de difusión del conocimiento médico.
Un hecho que llama la atención es que la gente diagnosticada de esquizofrenia en los países no occidentales se recuperan con mucho mayor facilidad que los occidentales.  En Mad in America Robert Whitaker postula que la explicación de esta situación es el efecto yatrogénico de los neurolépticos: demasiado caros en los países pobres pero fácilmente disponibles en los ricos.
A pesar de estas críticas, no existe otra teoría que cuente con mayor respaldo científico. Las explicaciones psicologizadas implícitamente parten de una premisa que se aleja de las investigaciones neurocientíficas al negar o minimizar la influencia de lo  biológico. Lo más probable es que diversos factores biológicos como de aprendizaje del medio ambiente (que terminan modificando las interconexiones neuronales) influyan en conjunto sobre la conducta normal o alterada del individuo.

## Enfoque en factores genéticos
Para la biopsiquiatría, los factores genéticos son de vital importancia para determinar trastornos mentales particulares. Las razones presentadas sobre la ausencia de entendimiento genético es que los nexos entre los genes y los estados mentales definidos anormales parecen ser muy complejos; y que involucran influencias ambientales muy distintas, y que pueden ser condicionadas de diversas maneras, por ejemplo por la personalidad, el temperamento y los sucesos de la vida. Por lo tanto, si bien los estudios de gemelos sugieren que la personalidad es hereditaria hasta cierto punto, la base genética de un temperamento en particular, y su relación con los problemas de salud mental, es incierta en la actualidad.
Theodore Lidz, Jay Joseph 
(2003, 2006) y otros arguyen que los biopsiquiatras usan terminología genética de manera no científica para proteger su enfoque, por ejemplo al referirse a los hallazgos de la base genética de trastornos mentales, más bien que al rol que juegan los factores del medio ambiente. Hay quienes proponen que las diferencias bioquímicas observadas en algunas enfermedades mentales no tienen una causa genética, sino que son efecto de una condición causada únicamente por el trauma psicológico. Otros arguyen que no hay ningún componente genético involucrado, sino que los patrones observados de transmisión familiar son neutrales respecto a la hipótesis de etiología genética versus la etiología ambiental. Lidz y Joseph mantienen que los biopsiquiatras se enfocan desproporcionadamente en entender la genética de individuos con problemas de salud mental a costa de abordar los problemas de la vida en los medios de familias o sociedades abusivas.

## Técnicas de imágenes
Las modernas técnicas de imágenes como la resonancia magnética nuclear, la tomografía axial computarizada y la tomografía por emisión de positrones se usan ampliamente en la profesión médica.  Sin embargo, a pesar de la publicidad mediática, en la literatura médica profesional el valor potencial de la información por imágenes para detectar auténticas lesiones cerebrales no es incontestable.  Por ejemplo, la perfusión sanguínea que puede verse con estas técnicas no está considerada como un biomarcador en la profesión médica.  En  ciencia neurológica un biomarcador puede ser la fisiopatología, la histopatología o la presencia de  microorganismos patógenos en el sistema nervioso.  Los biopsiquiatras reconocen que no pueden demostrar ninguno de estos biomarcadores en los principales trastornos del manual DSM (Andreasen]], 2004).

## ¿La psiquiatría es ciencia o pseudociencia?
Los rubros arriba mencionados han conducido al "alegato" de que la psiquiatría es una pseudociencia. Con base en la generalmente aceptada filosofía de la ciencia, para que una teoría califique como ciencia exacta debe exhibir las siguientes características:
- "parsimonia": el fenómeno debe ser explicado en los términos más simples (navaja de Occam);
- "empíricamente contrastable o refutable", también llamado "falseable" o "falsable" (véase Karl Popper);
- "intercambiable", es decir, de ser necesario han de hacerse cambios a la teoría si nuevos hechos son descubiertos;
- "progresiva": que abarque las previas descripciones y explique las nuevas que se le van añadiendo al modelo;
- "provisional", es decir, tentativa: la teoría no trata de aseverar que es una descripción o explicación final.
- La ausencia de explicación en una "tautología lógica": Está triste porque está deprimido y está deprimido porque está triste.
- Ad hoc, impidiendo así ser falsable. Ejemplo: No se sabrá si el paciente tiene el trastorno hasta cumplir el criterio temporal, una vez supere ese criterio se sabrá que tenía y tiene un trastorno.

El psiquiatra Colin Ross y el psicólogo Alvin Pam mantienen que la psiquiatría no califica como ciencia desde varios ángulos; John Modrow, 
que la mayoría de las hipótesis biológicas en psiquiatría violan la parsimonia y no pueden someterse a prueba de laboratorio, por lo que son incontrastables. Sin embargo, para muchos lo más probable es que la conducta humana y su disfunción sean más naturalmente explicadas por una alteración del sistema nervioso central a nivel bioquímico o neurofisiológico en interacción con información procedente del medio externo. Esto es más probable que la ausencia de causa o la existencia de entes inaccesibles.